# Analalava
Analalava är en ort i Madagaskar. Den ligger i den norra delen av landet, 500 km norr om huvudstaden Antananarivo. Analalava ligger 20 meter över havet och antalet invånare är 10 000.
Terrängen runt Analalava är platt. Havet är nära Analalava västerut. Runt Analalava är det mycket glesbefolkat, med 6 invånare per kvadratkilometer. Det finns inga andra samhällen i närheten. 